# LPGA Championship 2006
Het LPGA Championship 2006 (voluit  McDonald's LPGA Championship Presented by Coca-Cola), het tweede "major" golftoernooi van de LPGA Tour, werd gehouden van 8 tot 11 juni 2006 op de Bulle Rock golfbaan in Havre de Grace, Maryland (USA).
Winnares werd de 28-jarige Pak Se-ri uit Zuid-Korea. Ze haalde het in een playoff van Karrie Webb, de winnares van de eerste major van het seizoen, het Kraft Nabisco Championship 2006. Na vier ronden hadden beiden 280 slagen, acht onder par. Op de eerste playoff hole, de par-4 18e, lukte Pak een birdie, door haar tweede slag van meer dan 180 meter afstand tot op enkele centimeters van de hole te slaan. Webb kon niet gelijkmaken en moest tevreden zijn met plaats twee.
Voor Pak was het haar vijfde overwinning in een major, de derde in het LPGA Championship. Met deze zege maakte ze een einde aan een twee jaar durende periode zonder overwinning.

## Uitslag (par = 72)
| Plaats | Naam             | Nationaliteit | Ronde 1 | Ronde 2 | Ronde 3 | Ronde 4 | Totaal   |
| ------ | ---------------- | ------------- | ------- | ------- | ------- | ------- | -------- |
| 1      | Pak Se-ri        | KOR           | 71      | 69      | 71      | 69      | 280 (-8) |
| 2      | Karrie Webb      | AUS           | 70      | 70      | 72      | 68      | 280      |
| 3      | Mi Hyun Kim      | KOR           | 68      | 71      | 71      | 71      | 281      |
|        | Ai Miyazato      | JPN           | 68      | 72      | 69      | 72      | 281      |
| 5      | Cristie Kerr     | USA           | 66      | 74      | 74      | 68      | 282      |
|        | Michelle Wie     | USA           | 71      | 68      | 71      | 72      | 282      |
|        | Shi Hyun Ahn     | KOR           | 69      | 70      | 71      | 72      | 282      |
|        | Pat Hurst        | USA           | 66      | 71      | 72      | 73      | 282      |
| 9      | Annika Sörenstam | SWE           | 71      | 69      | 75      | 68      | 283      |
|        | Reilley Rankin   | USA           | 68      | 73      | 74      | 68      | 283      |
|        | Sung Ah Yim      | KOR           | 72      | 68      | 74      | 69      | 283      |
|        | Young Kim        | KOR           | 69      | 72      | 73      | 69      | 283      |
|        | Lorena Ochoa     | MEX           | 68      | 72      | 71      | 72      | 283      |